# Grand Bayou Village

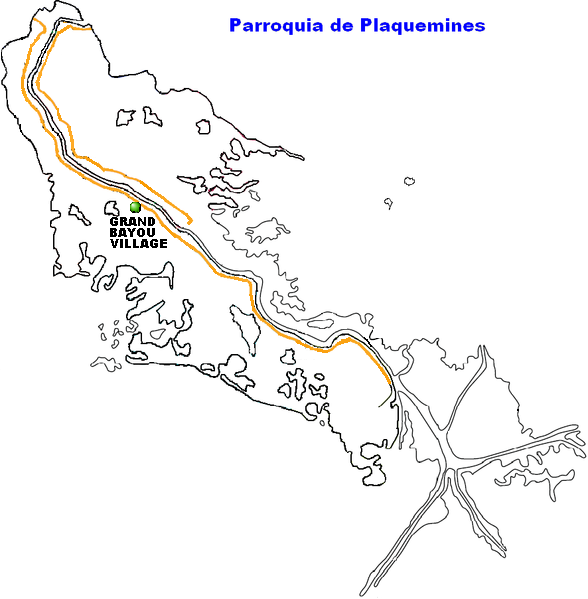
Localización de Grand Bayou Village en el mapa de la Parroquia de Plaquemines.

Grand Bayou Village es una pequeña localidad ubicada sobre el delta del Misisipi, dentro de la parroquia de Plaquemines, en el estado de Luisiana, Estados Unidos.
Esta comunidad no debe ser confundida bajo ningún punto de vista con el establecimiento de Grand Bayou, otro pueblo diferente a él que hace referencia este artículo.

## Geografía
La localidad de Grand Bayou Village se localiza en 29°33′46″N 89°48′59″O / 29.56278, -89.81639. Esta comunidad posee menos de un metro de elevación sobre el nivel del mar, convirtiéndola una zona proclive a las inundaciones. Su población se compone de menos de doscientos habitantes. Esta comunidad se localiza a 51 kilómetros de Nueva Orleans la principal ciudad de todo el estado, y a 535 kilómetros del aeropuerto internacional más cercano, el (IAH) Houston George Bush Intercontinental Airport.